# Ablai Girim
Ablai Girim fou kan dels tàtars de Sibèria, en resistència contra Rússia.
Va succeir al seu pare Ishim Khan, en data desconeguda, vers el 1623 o poc després. No se l'esmenta fins al 1629 quan aliat als caps calmucs Kokshul, Uriuk i Baibagish, va convertir als tàtars Barabinski en tributaris dels calmucs tractant de guanyar la seva confiança, la del príncep telengut Obal i altres; tenia uns 300 homes i acampava al riu Yulus; va aconseguir una victòria sobre el príncep telengut Obak; dsprés d'aconseguir alguns adherents a l'estepa de Barabinskiva atacar alguns mirzes (nobles) aliats a Rússia; una partida de cosacs fou enviada per combatre'l i els dos grups van topar al riu Shagarka patint una seriosa derrota i el camí de retitada cap a l'estepa Barabinski va quedar coberta de cadàvers i equip abandonat. Els tàtars de Barabinski es van separar de la seva autoritat.
En aquest temps apareix un altre príncep xibànida de nom Devlet Girai, fill de Chuvak (fill de Kuchum Khan i germà d'Ali Khan), que va fer una sèrie de ràtzies a l'alt Irtix, aprofitant quan els homes eren a caçar i no hi havia defensa; els pobles de Tebeodinsk i Kaurdask foren devastats i els homes que es van trobar assassinats, i les dones, criatures i ramats agafats com a botí, i el que no es podia agafar es destruïa o el bestiar es matava. Van seguir els pobles de Kretchetnikof i Kapksninikaia igualment assolats. Quan les notícies van arribar a Tobolsk, es van enviar tropes contra els saquejadors que foren atrapats a un bosc anomenat Kosh Karagai, prop del riu Ishim; els combatents, molts calmucs, foren mort i els seus presoners alliberats.
El 1632 Ablai Girim amb 30 homes va atacar un poble al riu Iset anomenat Alibaieve Yurti, que fou saquejat i es van capturar dones i criatures, després de garantir la seva seguretat amb una promesa calmuc, El 1633 es va enviar una força de 1.380 homes des d'Ufa, per combatre a Ablai, els seus germans i cosins, però no van trobar a cap membre de la família. El mateix any Devlet Girai va baixar al Iset i va saquejar el volost d'Ufa-Katai i un lloc al districte de Tiumen anomenat Baishevi Yurti. Devlet va amenaçar que tornaria amb el seu parent Ablai i uns mesos després un fort contingent calmuc va atacar la ciutat de Tura i va cremar tots els pobles de la rodalia; els que no es van poder refugiar dins a la ciutat foren morts o presoners i es va fer molt de botí.
El 1634 els prínceps xibàbides i els calmucs van fer ràtzies similars a la rodalia de Tiumèn amb el mateix èxit. La primavera del 1635 Ablai va fer una altra ràtzia al Iset; en aquest temps Ablai i Devlet vivien junts a la zona del llac Chabtatli al darrere del riu Ishim al peu de les muntanyes Itik. El 1635, aliats al calmucs, van cremar els pobles de Verkhna-Nizinskaia i Chubarofe. Al final del 1635 va sortir una expedició russa de Tobolsk i va començar a combatre els calmucs; una segona expedició es va enviar des d'Ufa el 1636 en la que els cosacs van seguir el riu Ufa fins al seu naixement on van trobar un campament calmuc en el que Ablai i el seu germà Tevka estaven vivint; molts dels calmucs foren morts i els dos prínceps i 54 calmucs foren capturats i portats a Ufa.
Ablai fou enviat a Moscou on va morir presoner el 1650. El seu cosí Devlet Girai va agafar la torxa.